# Wally Boag
Wallace Vincent Boag, né le 13 septembre 1920 à Portland, Oregon et mort le 3 juin 2011, est un comédien américain connu pour avoir tenu le rôle vedette dans le plus long spectacle de Disney, la Golden Horseshoe Revue présentée au sein du Golden Horseshoe Saloon. Ce spectacle a été inscrit pour cette raison au Livre Guinness des records.

## Biographie
Wallace Vincent Boag, né le 13 septembre 1920 à Portland dans l'Oregon, est le fils de Wallace B. et Evelyn G. Boag. Âgé de neuf ans, il rejoint une équipe de danse professionnelle. Plus tard il crée sa propre école de danse et à l'âge de 19 ans il s'oriente vers le théâtre. Il fait le tour des scènes des hôtels, théâtres et boites de nuits.
En 1945, Boag signe un contrat avec la Metro-Goldwyn-Mayer et apparaît dans des films comme Sans amour (Without Love) et Frisson d'amour (The Thrill of a Romance) mais pas au crédit.
Alors qu'il est en représentation au London Hippodrome (en) dans Starlight Roof (1947-1948), il fait monter une jeune fille de 12 ans pour l'aider à faire des animaux en ballon, elle se nomme Julie Andrews. Elle éblouie le public par sa voix et est ensuite engagée dans le spectacle.
Au début des années 1950, il est en tournée dans des revues en Australie et y rencontre Donald Novis (en).
Novis le présente à Walt Disney pour une audition, celle du spectacle Golden Horseshoe Revue prévu pour le parc Disneyland. C'est un spectacle de type revue de 45 min écrit par le pianiste Charles LaVere et le librettiste Tom Adair. Il a débuté avec le parc Disneyland en juillet 1955.
Donald Novis fut le premier ténor du spectacle avant d'être remplacé par Fulton Burley (en) qui a tenu le rôle jusqu'en 1962.
La 10 000e représentation a été diffusée à la télévision dans l'émission Le Monde merveilleux de Disney sur NBC. il avait dans ce spectacle le rôle-titre :
Pecos Bill, le vendeur ambulant, avait un rôle comique très rythmé comprenant de l'humour slapstick, des pistolets à eau, une faculté illimitée de perdre des dents cassées et sa signature les Boagaloons, des animaux en ballons.
En 1963, Julie Andrews le rejoint pour une représentation spéciale du spectacle du Golden Horseshoe, avec les Dapper Dans (en) pour promouvoir le film devant sortir l'année suivante, Mary Poppins. Ils refont alors leur séquence de Starlight Roof et chantent "By the Light of the Silvery Moon".
Au début des années 1960, Walt Disney est toujours en vie et cherche à diversifier la carrière de Wally Boag. Boag donne alors sa voix au perroquet José dans l'attraction Enchanted Tiki Room à Disneyland, participe au développement de Haunted Mansion mais aussi des films comme Monte là-d'ssus (1961) et Après lui, le déluge (1963). Walt a aussi voulu que Wally fasse la voix de Tigrou dans Winnie l'ourson mais après la mort de Walt en 1966, le rôle échu à Paul Winchell.
En 1971, Wally va au nouveau parc Magic Kingdom de Walt Disney World Resort pour y monter la revue Diamond Horseshoe Revue, plus comique. Après trois années, il revient à Disneyland et poursuit le spectacle jusqu'à sa retraite le 28 janvier 1982. Le spectacle Golden Horseshoe Revue s'est arrêté en 1986.
Il a été nommé Disney Legends en 1995 et une fenêtre orne le premier étage du Carnation Cafe dans Main Street, USA à Disneyland, avec l'inscription Golden Vaudeville Routines - Wally Boag - Prop.

## Filmographie
- 1961 : Monte là-d'ssus : TV newsman[4]
- 1963 : Après lui, le déluge (Son of Flubber) de Robert Stevenson : man in television commercial[5]